# 佩泰里
佩泰里，是匈牙利佩斯州所辖的一个村。总面积11.89平方公里，总人口2177，人口密度183.1人/平方公里（2011年1月1日）。